# 인공해수
인공해수(人工海水)는 해수의 성분을 모방하여 인공적으로 제조된 액체, 또는 그 기반 분말 농축액이다. 해수를 필요로 하는 생물의 사육 및 배양에서 입수성, 재현성, 저렴성 등의 이유로 천연 해수를 대신하여 인공해수로 대체되고 있다.

## 같이 보기
- 수족관 (설비)